# 跨太平洋戰略經濟夥伴關係協定
跨太平洋戰略經濟夥伴關係協定（TPSEP），也稱為P4，是四個環太平洋國家的自由貿易協定。由文萊、智利、新加坡和新西蘭於2005年簽署，並於2006年生效。涉及貨物貿易、原產地規則、貿易救濟、關於應用衛生和植物衛生措施、貿易技術壁壘、服務貿易、知識產權、政府採購和競爭政策。除其他外，它呼籲在2006年1月1日之前將成員國之間的所有關稅削減 90%，並在2015年之前將所有貿易關稅降至零。

## 更早的協議
2001年，新西蘭和新加坡締結了NZSCEP。:5

## 談判
據新西蘭外交和貿易部稱，:52002年亞太經濟合作組織（APEC）領導人在墨西哥洛斯卡沃斯會議期間，新西蘭總理海倫·克拉克、新加坡代表吳作棟和智利總統李卡多·拉哥斯·艾斯科巴開始就「Pacific Three Closer Economic Partnership」（P3-CEP）進行談判。:5
"The shared desire was to create a comprehensive, forward-looking trade agreement that set high-quality benchmarks on trade rules, and would help to promote trade liberalisation and facilitate trade within the APEC region."——Ministry of Foreign Affairs and Trade, New Zealand 2005
"創建一個全面的前瞻性的貿易協定是我們的共同願望，為貿易規則設定高質量基準，促進貿易自由化、促進亞太經合組織的貿易。"——維基人翻譯參考
文萊於2005年4月首次作為正式談判方參加第五輪，也是最後一輪會談。
隨後，該協議更名為TPSEP（跨太平洋戰略經濟夥伴關係協議或Pacific-4）。文萊、智利、新西蘭和新加坡於2005年6月3日完成了關於跨太平洋戰略經濟夥伴關係協定（TPSEP、P4）的談判。
協議在新西蘭、新加坡於2006年5月28日生效。
協議在文萊於2006年7月12日生效。
協議在智利於2006年11月8日生效。

## 夥伴
| 國     | 簽名          | 生效          | 人口                           |
| ------ | ------------- | ------------- | ------------------------------ |
|        | 2005年8月2日  | 2009年7月29日 | 417,200（第175次2015年估計）   |
| 智利   | 2005年7月18日 | 2006年11月8日 | 18,006,407（第62次2015年估算） |
| 新西兰 | 2005年7月18日 | 2006年5月1日  | 5,185,590 (第123次2017年估計） |
| 新加坡 | 2005年7月18日 | 2006年5月1日  | 5,607,300（第113次2016年估算） |

儘管TPSEP包含“鼓勵其他經濟體加入本協議”，但TPSEP未發生也不會發生了。
涉及另外八個締約方的協議於2015年達成，所有四國都參與了協議談判。
TPSEP（以及它發展成的 TPP）不是APEC倡議。然而，TPP被認為是APEC倡議亞太自由貿易區（FTAAP）的探路者。

## 外部鏈接
- (PDF). Government of New Zealand.   [2017-05-18]. （原始内容 (PDF)存档于2007-10-20）.